# Ade Rachmawan
Ade Candra Rachmawan (Yogyakarta, 3 december 1992) is een Indonesisch beachvolleyballer. Hij won in 2018 de zilveren medaille bij de Aziatische Spelen.

## Carrière
Rachmawan nam in 2010 met Dian Putra Santosa deel aan de Aziatische kampioenschappen beachvolleybal in Haikou. Ze bereikten de kwartfinale waar ze werden uitgeschakeld door hun landgenoten Koko Darkuncoro en Andy Ardiyansah. Het jaar daarop wonnen ze in eigen land de zilveren medaille bij de Zuidoost-Aziatische Spelen achter Darkuncoro en Ardiyansah. Daarnaast nam hij met Fahriansyah deel aan de Universiade in Shenzhen. In 2012 won Rachmawan met Darkuncoro de gouden medaille bij de Aziatische Strandspelen in Haiyang door de Kazachen Dmitri Jakovlev en Aleksej Koelesjov in de finale te verslaan. Daarnaast nam het duo deel aan de AK, waar ze de bronzen medaille veroverden ten koste van de Iraniërs Parviz Farrokhi en Aghmohammad Salagh. Het daaropvolgende seizoen wonnen de zilveren medaille bij de Islamitische Solidariteitsspelen in eigen land achter Badr al-Subhi en Hassan al-Balushi uit Oman. Met Fahriansyah deed hij verder mee aan drie toernooien in de continentale competitie.
In 2014 waren Rachmawan en Darkuncoro actief op twee toernooien in het continentale circuit. Ze bereikten verder de kwartfinale van de AK in Jinjiang waar de Australiërs Isaac Kapa en Christopher McHugh in twee sets te sterk waren. Bij de Aziatische Spelen in Incheon eindigden ze op plek vier nadat ze de troostfinale van het Chinese duo Bao Jian en Ha Likejiang hadden verloren. Bij de Aziatische Strandspelen in Phuket won het duo de gouden medaille ten koste van het Iraanse tweetal Saber Houshmand en Bahman Salemi. Het jaar daarop speelde Rachmawan samen met Rendy Licardo drie wedstrijden in de Aziatische competitie. In 2016 namen ze deel aan de AK in Sydney waar ze in de groepsfase strandden. Vervolgens wisselde Rachmawan van parter naar Mohammad Ashfiya met wie hij sindsdien een team vormt. Ze deden dat seizoen nog mee aan drie continentale toernooien. Daarnaast eindigde hij met Gilang Ramadhan als vierde bij de Aziatische Strandspelen in Da Nang na de wedstrijd om het brons van de Kazachen Jakovlev en Aleksej Sidorenko verloren te hebben.
Het daaropvolgende seizoen wonnen Rachmawan en Ashfiya bij de AK in Songkhla het zilver achter de Iraniërs Salemi en Rahman Raoufi. In de continentale competitie behaalden ze bij vier toernooien enkel podiumplaatsen. In Singapore werd het duo Zuidoost-Aziatisch kampioen. Bovendien namen ze deel aan de wereldkampioenschappen in Wenen waar ze na drie nederlagen niet verder kwamen dan de groepsfase. In 2018 maakte het tweetal hun debuut in de FIVB World Tour. Ze deden mee aan acht internationale toernooien en behaalden daarbij onder meer een tweede (Satun), een derde (Singapore), een vierde (Luzern) en twee vijfde plaatsen (Aalsmeer en Langkawi). Bij de Aziatische Spelen in Palembang wonnen Rachmawan en Ashfiya de zilveren medaille achter het Qatarese duo Cherif Younousse en Ahmed Tijan. Het jaar daarop kwamen ze bij twee World Tour-toernooien tot twee vijf-en-twintigste plaatsen. Bij de Zuidoost-Aziatische Spelen in Manilla won Rachmawan met het Indonesische team de gouden medaille.

## Palmares
Kampioenschappen
- 2011:  Zuidoost-Aziatische Spelen
- 2012:  AK
- 2013:  Islamitische Solidariteitsspelen
- 2014:  Aziatische Strandspelen
- 2017:  AK
- 2018:  Aziatische Spelen
- 2019:  Zuidoost-Aziatische Spelen

FIVB World Tour
- 2018:  1* Satun
- 2018:  2* Singapore